# Irma Grese
Irma Grese (Wrechen, 7 ottobre 1923 – Hameln, 13 dicembre 1945) è stata una militare e criminale di guerra tedesca, guardia di numerosi campi di concentramento nazisti.
Dopo aver cercato inutilmente di diplomarsi come infermiera, fervente nazista si arruolò volontaria nelle SS e fu trasferita come sorvegliante prima nel campo di concentramento di Ravensbrück, poi nel campo di Auschwitz e infine, con l'avanzata sovietica, nel campo di Bergen-Belsen. Fu in questo periodo che divenne una criminale di guerra per il sadismo e l'efferatezza con i quali sceglieva le persone da torturare e inviare alle camere a gas.

## Biografia

### Giovinezza
Irma Grese era figlia di Alfred Grese, un impiegato membro del partito nazista dal 1937, e Berta Grese. Nel 1936 sua madre si suicidò bevendo acido cloridrico. Nel 1938, a quindici anni, la Grese lasciò la scuola, a causa di una combinazione tra la scarsa attitudine scolastica, i maltrattamenti da parte dei compagni di classe e un legame fanatico, disapprovato da suo padre, con la Lega delle ragazze tedesche (Bund Deutscher Mädel), un'organizzazione di giovani naziste. Tra i tanti lavori saltuari che svolse, lavorò a 15 anni come assistente infermiera in un sanatorio delle SS per due anni, senza conseguire un diploma da infermiera. Lei stessa affermò nel processo di Belsen:
Nel 1942 fu inviata come sorvegliante nel Campo di concentramento di Ravensbrück. Avendo completato l'addestramento nel marzo 1943, fu trasferita come aufseherin ad Auschwitz ed al termine dello stesso anno fu nominata "Supervisore anziano", il secondo incarico più autorevole nel campo, che rinchiudeva circa 30.000 ebree. Nel gennaio 1945 Grese tornò per breve tempo a Ravensbrück prima che i suoi incarichi terminassero definitivamente a Bergen-Belsen, dove fu "Direttrice dei lavori" da marzo ad aprile.
Sadica e violenta, tanto da essere soprannominata "la bella bestia", si dedicò ad ogni genere di tortura e sevizia contro i prigionieri. Secondo alcuni internati superstiti, uccise numerosi prigionieri e in altre occasioni slegò cani feroci contro di essi e  stuprò alcune donne.
Fu catturata dall'esercito britannico il 17 aprile 1945, insieme ad altri membri delle SS che non erano riusciti a scappare.

### Il processo e la condanna a morte
Processata a Lüneburg da un tribunale militare britannico nel processo di Belsen dal 17 settembre al 17 novembre 1945, fu impiccata come criminale di guerra a 22 anni, senza che avesse mai dato segni di pentimento o di abiura verso la fede nazionalsocialista. 
La notte prima dell'esecuzione, nella prigione di Hamelin, cantò inni nazisti fino alle prime ore del mattino, in compagnia della collega Juana Bormann. Il 13 dicembre 1945, giorno della sua esecuzione, divenne la più giovane criminale nazista giustiziata della storia. Fu impiccata insieme a Juana Bormann e Elisabeth Volkenrath.
Quando le fu infilato il cappuccio bianco l’ultima parola che pronunciò fu schnell ("presto").